# Kamen Rider Amazon
Kamen Rider Amazon (仮面ライダーアマゾン Kamen Raidā Amazon?) es el título de la 4.ª temporada de la franquicia Kamen Rider. Destaca porque su protagonista es el primer Rider que no está basado en un insecto, y está catalogada como la serie más violenta y sangrienta de la franquicia. Se cree que esto derivó en su cancelación pero no es así, los productores comentaron que su corta cantidad de episodios era para no dejar tanto tiempo entre la anterior serie de Kamen Rider y la primera entrega de Super Sentai Series: Himitsu Sentai Goranger.

## Argumento
Un avión se estrella en la selva amazónica, dejando al joven Daisuke Yamamoto varado sin sus padres. Pronto adoptado por una tribu inca, Daisuke se convierte en un niño salvaje que vive de la tierra y adopta el nombre de "Amazon". Sin embargo, su existencia idílica se desvanece cuando Gorgos, el demonio de las diez caras, masacra su aldea asesinando a todos excepto a él, en busca del poderoso Brazalete GiGi, que le da al portador un poder fantástico. El Anciano Bagō, último de los incas, entrega el Brazalete GiGi a Daisuke para su custodia mientras usa su conocimiento de la ciencia y la magia incas para realizar una "operación" mística en Daisuke, transformándolo en el poderoso "Kamen Rider Amazon" antes de morir. Al llegar a Japón, Daisuke lucha contra Geddon sin un conocimiento completo de su razón para perseguirlo. Haciéndose amigo del sobrino y sobrina del profesor Kōsaka, Daisuke aprende la naturaleza del Brazalete GiGi mientras derrota a Geddon y luego al Imperio Garanda.

## Personajes

### Rider
- Daisuke Yamamoto (山本 大介 Yamamoto Daisuke?)/Kamen Rider Amazon (仮面ライダーアマゾン Kamen Raidā Amazon?): También conocido como Amazon, es un hombre amable e indulgente que perdió a sus padres de pequeño y fue criado por una tribu indígena, hace su mejor esfuerzo para aprender más sobre la cultura japonesa. A pesar de que está muy interesado en la amistad y trata de proteger a sus amigos con toda su fuerza, inicialmente se comporta bastante salvaje con extraños. Más tarde aprende a ser más civilizado con los demás, ya que comprende más sobre la cultura y el idioma japonés.

### Aliados
- Tobei Tachibana (立花 藤兵衛 Tachibana Tōbee?): Un antiguo aliado de los Kamen Riders, regresa esta vez para ayudar a Daisuke.
- Profesor Tarō Kōsaka (高坂 太郎 教授 Kōsaka Tarō Kyōju?): Es un científico que conoce la naturaleza del Brazalete GiGi, ayuda a Amazon a controlarlo.
- Masahiko Okamura (岡村 まさひこ Okamura Masahiko?): Es el sobrino del profesor Kōsaka y el primer amigo que hizo Daisuke al llegar a Japón.
- Ritsuko Okamura (岡村 りつ子 Okamura Ritsuko?): Es hermana mayor de Masahiko, al principio no confía en Amazon pero después de ser rescatada y ayudada por Amazon, ella pone su fe y confianza en él.
- Hombre bestia topo (モグラ獣人 Mogura Jūjin?): es un monstruo con forma de topo que originalmente fue enviado por Geddon para destruir a Amazon, pero fracasó y fue atado con cadenas en la tierra y condenado a morir por golpe de calor. Amazon, apiadándose del monstruo, lo rescata de su cruel destino.
- Anciano Bagō (長老バゴー Chōrō Bagō?): El jefe de la tribu inca que le otorgó el Brazalete GiGi a Daisuke antes de morir.

### Villanos
- Geddon (ゲドン Gedon?): Es una organización malvada empeñada en el dominio del mundo y la búsqueda del Brazalete GiGi.
  - Gorgos (ゴルゴス Gorugosu?): Es el líder de Geddon, posee el brazalete GaGa y desea encontrar el Brazalete GiGi, ya que se dice que quien posea los dos dominará el mundo.
- Imperio Garanda (ガランダー帝国 Garandā Teikoku?): Una organización que aparece después de la destrucción de Geddon, tomando el brazalete GaGa para usarlo en su campaña de terror.
  - Gran Emperador Zero (ゼロ大帝 Zero Taitei?): Es el líder de Garanda, usa un doble de cuerpo para aparecer frente a sus enemigos mientras su verdadera identidad permanece oculta.

## Episodios
1. ¡Hombre o bestia? ¡El tipo genial que vino de la jungla! (人か？野獣か？密林から来た凄い奴 Hito ka? Yajū ka? Mitsurin Kara Kita Sugoi Yatsu!?)
2. ¡Demonio de diez caras! ¿Dios o diablo? (十面鬼！神か？悪魔か？ Jūmenki! Kami ka? Akuma ka??)
3. ¡El tipo fuerte, desnudo y rápido! (強くてハダカで速い奴！ Tsuyokute Hadaka de Hayai Yatsu!?)
4. ¡¡Corre! El hombre de la selva furioso (走れ！怒りのジャングラー Hashire! Ikari no Jangurā?)
5. ¡¡El extraño que vino bajo tierra!! (地底から来た変なヤツ！！ Chitei Kara Kita Hen na Yatsu!!?)
6. ¡¡El misterio de la escritura del patrón de cuerda inca!! (インカ縄文字の謎！！ Inka Jōmon Ji no Nazo!!?)
7. ¡Derrite! ¡Derrite! El Terrorífico hombre bestia serpiente (とける！とける!恐怖のヘビ獣人 Tokeru! Tokeru! Kyōfu no Hebi Jūjin?)
8. El hombre bestia cocodrilo que atacó la escuela (学校を襲ったワニ獣人 Gakkō o Osotta Wani Jūjin?)
9. ¡Vamos, Amazon! ¡La isla del hombre bestia cangrejo! (ゆけアマゾン！カニ獣人の島へ! Yuke Amazon! Kani Jūjin no Shima e!?)
10. ¡El hombre bestia gato negro apunta a la guardería! (黒ネコ獣人保育園をねらう！ Kuro Neko Jūjin Hoikuen o Nerau!?)
11. ¿¡El caracol de oro es el enviado del segador!? (金色のカタツムリは死神の使い！？ Kin'iro no Katatsumuri wa Shinigami no Tsukai!??)
12. ¡Visto! La habitación de modificación de hombres bestia de Geddon (見た！ゲドンの獣人改造室！！ Mita! Gedon no Jūjin Kaizō Shitsu?)
13. ¡Se acerca! ¡El demonio de diez caras! ¡Peligro, Amazon! (迫る！十面鬼！危うしアマゾン！！ Semaru! Jūmenki! Ayaushi Amazon!!?)
14. ¡El demonio de diez caras muere! ¿Y un nuevo enemigo? (十面鬼死す！そして新しい敵？ Jūmenki Shisu! Soshite Atarashii Teki??)
15. ¡Llega rápido! El terrible Gran Emperador Zero (出たぞ！恐怖のゼロ大帝 Deta zo! Kyōfu no Zero-taitei?)
16. ¡¡La operación del Mar de las Llamas de Garanda en Tokio!! (ガランダーの東京火の海作戦！！ Garandā no Tōkyō Hi no Umi Sakusen!!?)
17. ¿Gran explosión en el Monte Fuji? ¡La operación sartén en Tokyo! (富士山大爆発？東京フライパン作戦！ Fujisan Dai Bakuhatsu? Tōkyō Furaipan Sakusen!?)
18. ¡El terror de Zero! ¡La masiva operación del terremoto! (ゼロの恐怖！大地震作戦！！ Zero no Kyōfu! Ōjishin Sakusen!!?)
19. En acción, el escuadrón juvenil Garanda (出動、ガランダー少年部隊 Shutsudō, Garandā Shōnen Butai?)
20. ¡La última actividad del hombre bestia topo! (モグラ獣人最後の活躍！！ Mogura Jūjin Saigo no Katsuyaku!!?)
21. El hombre bestia Caníbal se come al Rider congelado (冷凍ライダーを食べる人食い獣人！ Reitō Raidā o Taberu Hitokui Jūjin?)
22. El día de la muñeca Inca para aniquilar el Gran Tokio (インカ人形大東京全滅の日！？ Inka Ningyō Dai Tōkyō Zenmetsu no Hi!??)
23. Imitation Riders vs. Amazon Rider!  (にせライダー対アマゾンライダー！ Nise Raidā Tai Amazon Raidā!?)
24. ¡Lo hiciste, Amazon! ¡El fin del Gran Emperador Zero! (やったぞアマゾン！ゼロ大帝の最後！！ Yatta zo Amazon! Zero-taitei no Saigo!!?)

### Películas
- Kamen Rider Amazon (仮面ライダーアマゾン Kamen Raidā Amazon?): Versión cinematográfica del episodio 16, estrenada el 21 de marzo de 1975

## Reparto
- Daisuke Yamamoto: Toru Okasaki
- Tobei Tachibana:Akiji Kobayashi
- Profesor Tarō Kōsaka: Yoshiro Kitahaka
- Masahiko Omamura: Matsuda Yoji
- Ritsuko Omamura: Mariko Matsuoka
- Hombre bestia topo: Ryuji Saikachi (voz)
- Anciano Bagō: Ushio Akashi
- Gorgos: Ritsuo Sawa (voz)
- Gran Emperador Zero: Hirohisa Nakata
- Narrador: Goro Naya

## Temas musicales

### Tema de apertura
- Amazon Rider Koko ni Ari (アマゾンライダーここにあり Amazon Raidā Koko ni Ari,?, Amazon Rider está aquí)
  - Letra: Shotaro Ishinomori
  - Música: Shunsuke Kikuchi
  - Arreglos: Shunsuke Kikuchi
  - Intérprete: Masato Shimon

### Tema de cierre
- Amazon Da-Da-Da!! ((アマゾンダダダ!! Amazon Da-Da-Da?)
  - Letra: Saburo Yatsude
  - Música: Shunsuke Kikuchi
  - Arreglos: Shunsuke Kikuchi
  - Intérprete: Masato Shimon ft. Columbia Yurikago-kai

## Novedades
Esta serie trae muchas novedades para el mundo de Kamen Rider, las cuales son:
- Es el primer Kamen Rider que no está basado en un insecto, está basado en un Dragón de Komodo. Aunque muchos fanes han especulado que está basado en una piraña.
- Es el primer Kamen Rider que no está enmascarado, ya que el sufre una mutación, donde todo su cuerpo se transforma en la Forma Rider.
- Es la serie más violenta de Kamen Rider, ya que Amazon utilizaba su técnica Dai Setsudan (大切断 Dai Setsudan?, Gran Corte) para hacer sangrar a sus enemigos, partirlos en pedazos o decapitarlos.
- Esta fue la última serie Rider transmitida en NET hasta la llegada de Kamen Rider Kuuga.
- Es la primera serie que muestra a un monstruo aliado: el hombre bestia topo, que fue enviado a matar a Amazon, pero al fallar fue condenado a muerte, pero Amazon lo rescata y se hacen amigos.

- Datos: Q1193496